# 詹寧斯冰川
詹寧斯冰川（挪威語：Jenningsbreen）是南極洲的冰川，位於倫克山脈西面，處於南龍達訥山脈地區，全長19公里，該冰川以美國海軍的上尉命名，由挪威製圖師繪入地圖。
71°57′S 24°22′E / 71.950°S 24.367°E